# Giải BAFTA lần thứ 76
Giải BAFTA lần thứ 76 được tổ chức vào ngày 19 tháng 2 năm 2023 nhằm vinh danh những tác phẩm nội địa và nước ngoài hay nhất năm 2022, diễn ra tại Royal Festival Hall ở Trung tâm Southbank của Luân Đôn. Với đơn vị trao tặng là Viện Hàn lâm Nghệ thuật Điện ảnh và Truyền hình Anh quốc, các giải thưởng dành cho những bộ phim truyện điện ảnh và tài liệu hay nhất từ bất kỳ quốc gia nào được trình chiếu tại các rạp phim của Anh vào năm 2022.
Các đề cử được công bố vào ngày 19 tháng 1 năm 2023 thông qua một buổi phát trực tiếp toàn cầu, do hai diễn viên Hayley Atwell và Toheeb Jimoh dẫn chính từ trụ sở mới tái dựng của tổ chức từ thiện nghệ thuật tại 195 Piccadilly, Luân Đôn. Những người nhận đề cử Giải Ngôi sao triển vọng EE (hạng mục duy nhất do khán giả Anh bình chọn) đã được công bố vào ngày 17 tháng 1 năm 2023.
Tác phẩm chính kịch phản chiến sử thi bằng tiếng Đức Phía Tây không có gì lạ nắm giữ nhiều đề cử nhất với 14 đề cử, đồng sở hữu kỷ lục mà Ngọa hổ tàng long (2000) thiết lập là phim không tiếng Anh nhận được đề cử nhiều nhất trong lịch sử giải thưởng; sau cùng phim chiến thắng 7 giải trong số này, bao gồm Phim hay nhất, Đạo diễn xuất sắc nhất (Edward Berger) và Phim không nói tiếng Anh hay nhất; tác phẩm sử thi về Thế chiến thứ nhất đã thiết lập kỷ lục mới với nhiều cúp BAFTA nhất dành cho một bộ phim không nói tiếng Anh.
Hai nhân vật dẫn buổi lễ là nam diễn Eswatini-Anh từng được đề cử giải Oscar-BAFTA Richard E. Grant và người dẫn truyền hình người Anh Alison Hammond (người cũng chỉ đạo các cuộc phỏng vấn ở hậu trường). Vick Hope và nhà phê bình phim của Ali Plumb BBC Radio 1 là những người dẫn chương trình tiền thảm đỏ. Buổi lễ được trình chiếu trên BBC One và BBC iPlayer ở Vương quốc Anh, và được phát sóng cùng lúc ở 8 quốc gia trên toàn cầu.

## Các đề cử và chiến thắng

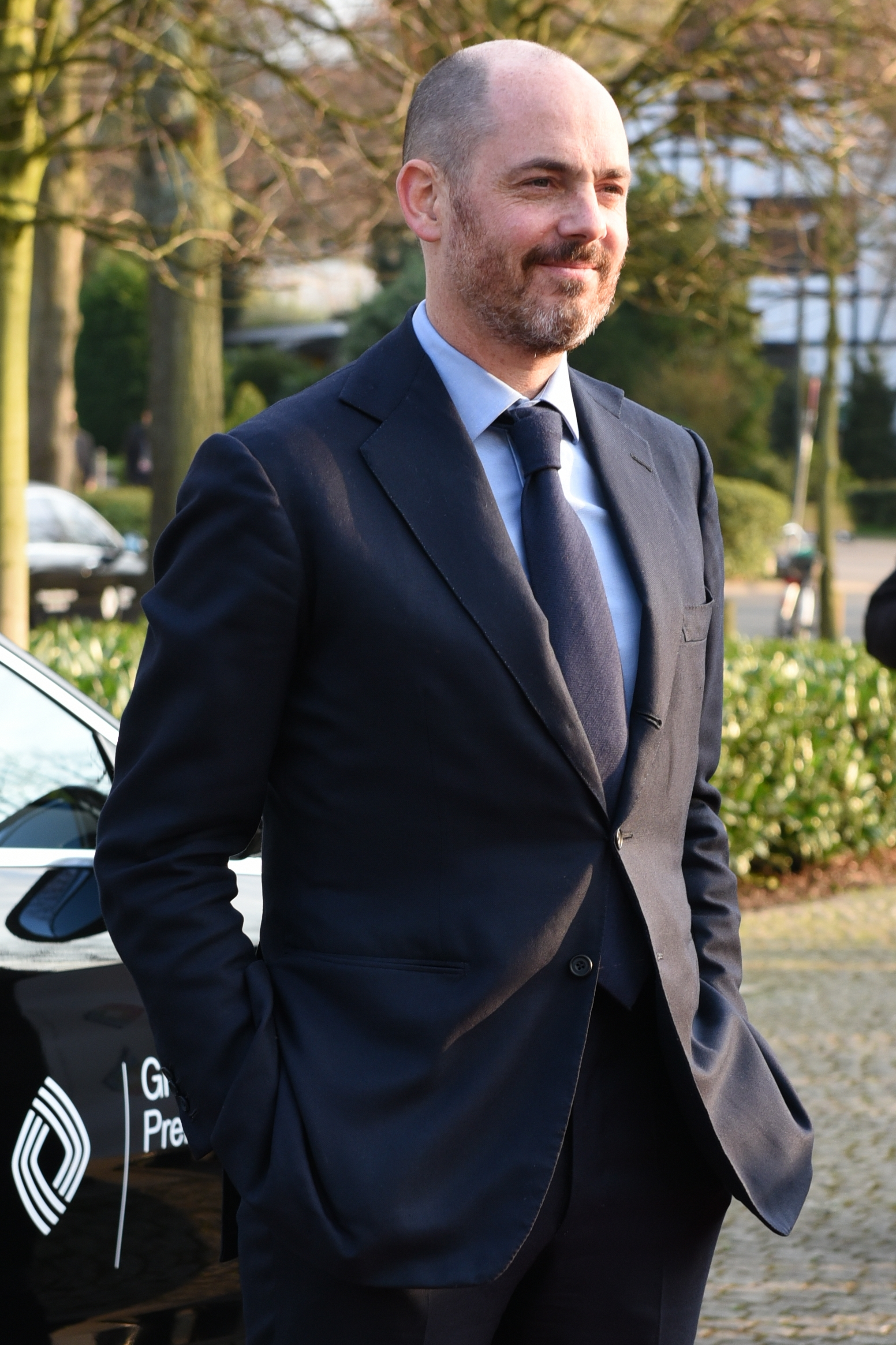
Edward Berger, chủ nhân giải Đạo diễn xuất sắc nhất, đồng chủ nhân giải Kịch bản chuyển thể xuất sắc nhất và Phim không nói tiếng Anh hay nhất

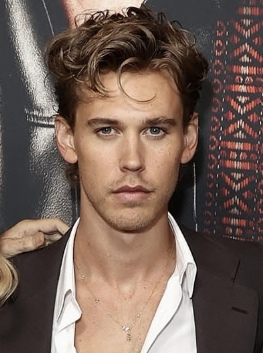
Austin Butler, chủ nhân giải Nam diễn viên chính xuất sắc nhất

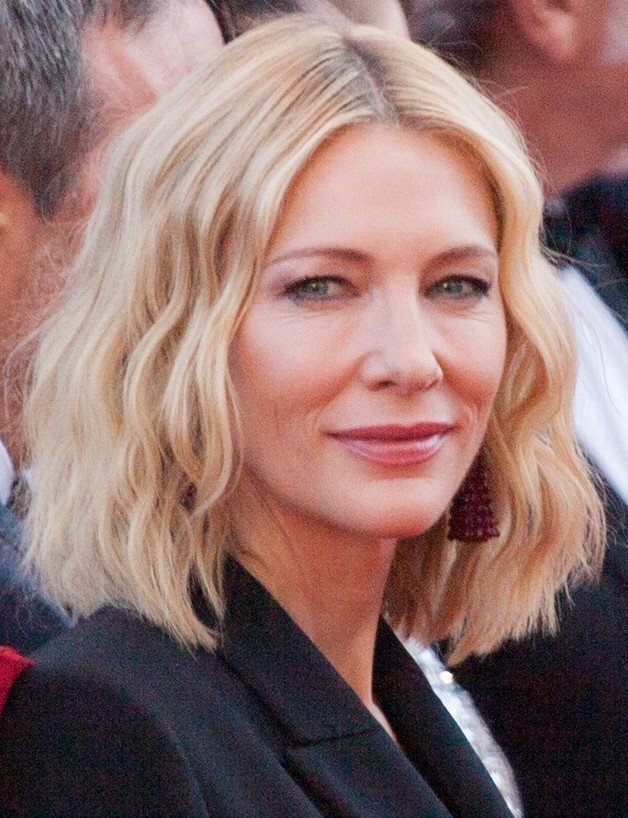
Cate Blanchett, chủ nhân giải Nữ diễn viên chính xuất sắc nhất

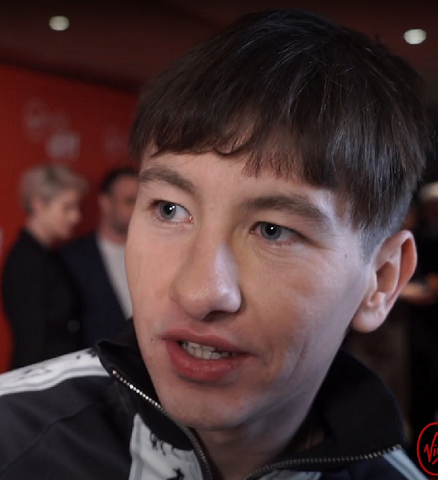
Barry Keoghan, chủ nhân giải Nam diễn viên phụ xuất sắc nhất

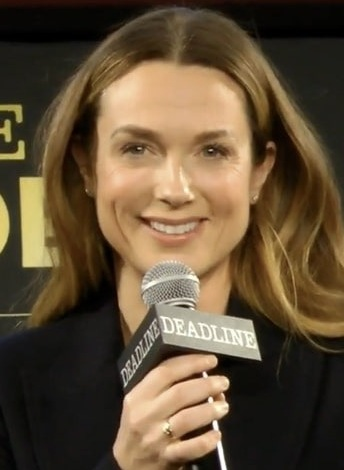
Kerry Condon, chủ nhân giải Nữ diễn viên phụ xuất sắc nhất

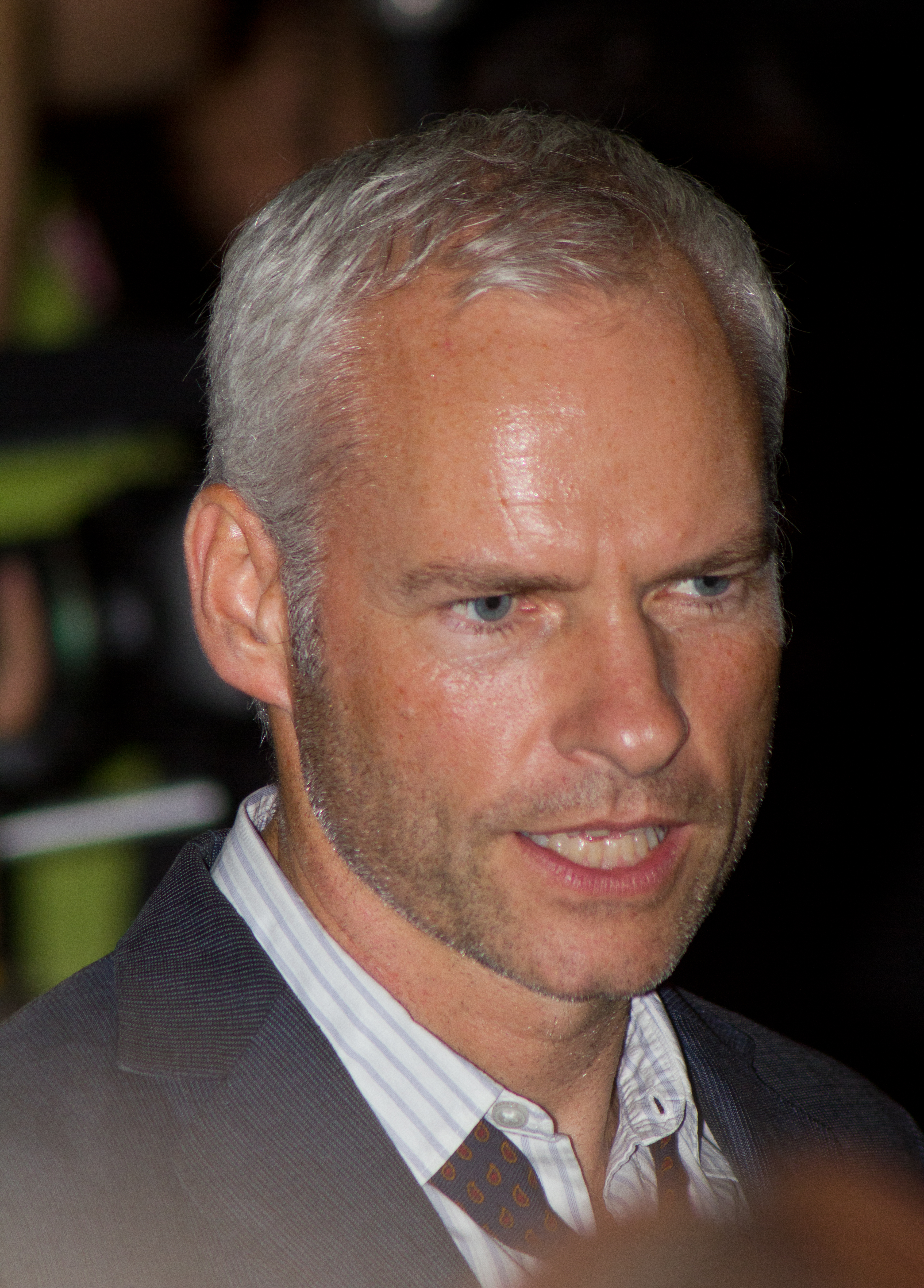
Martin McDonagh, chủ nhân giải Kịch bản gốc hay nhất và đồng chủ nhân giải Phim Anh xuất sắc

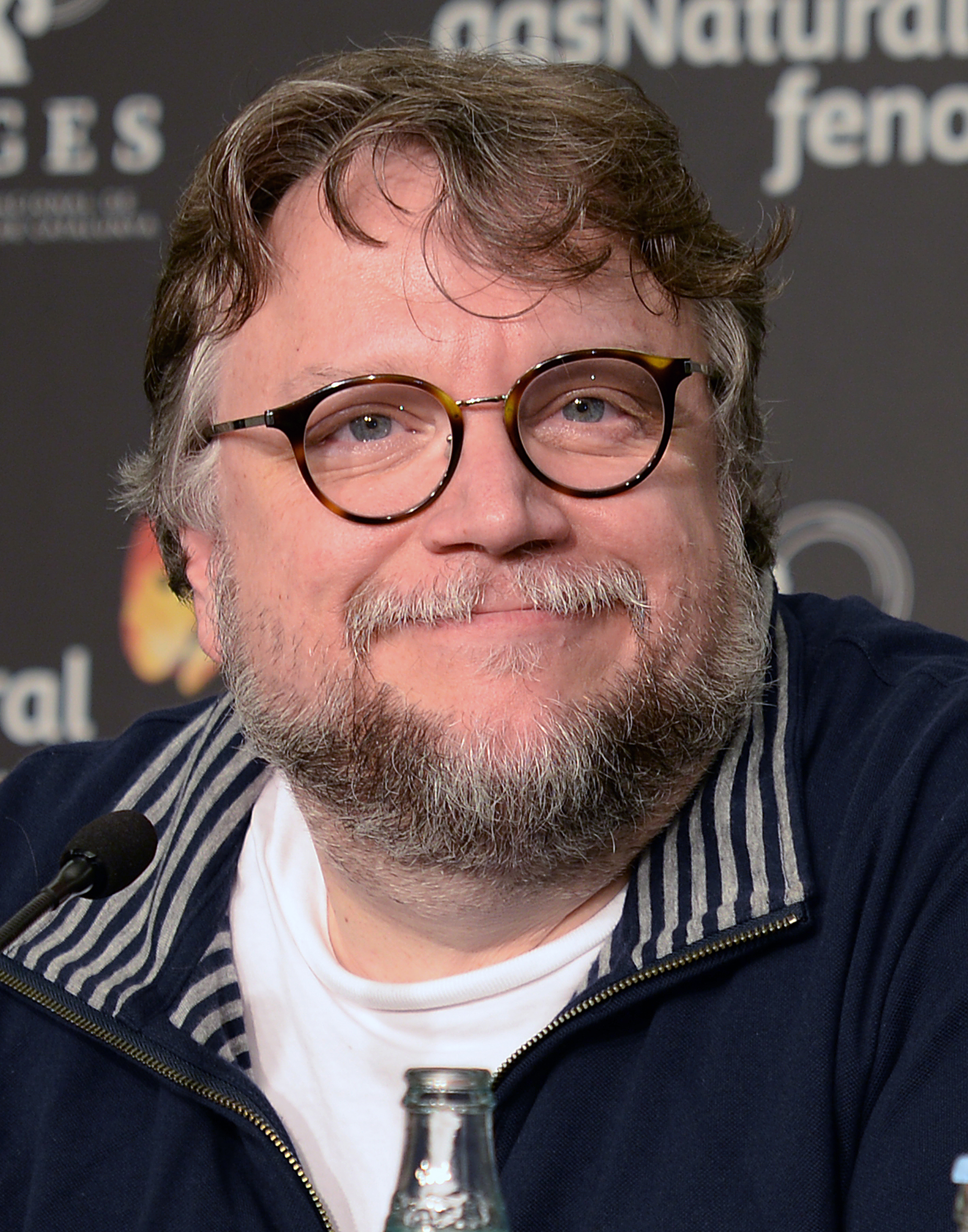
Guillermo del Toro, đồng chủ nhân giải Phim hoạt hình hay nhất

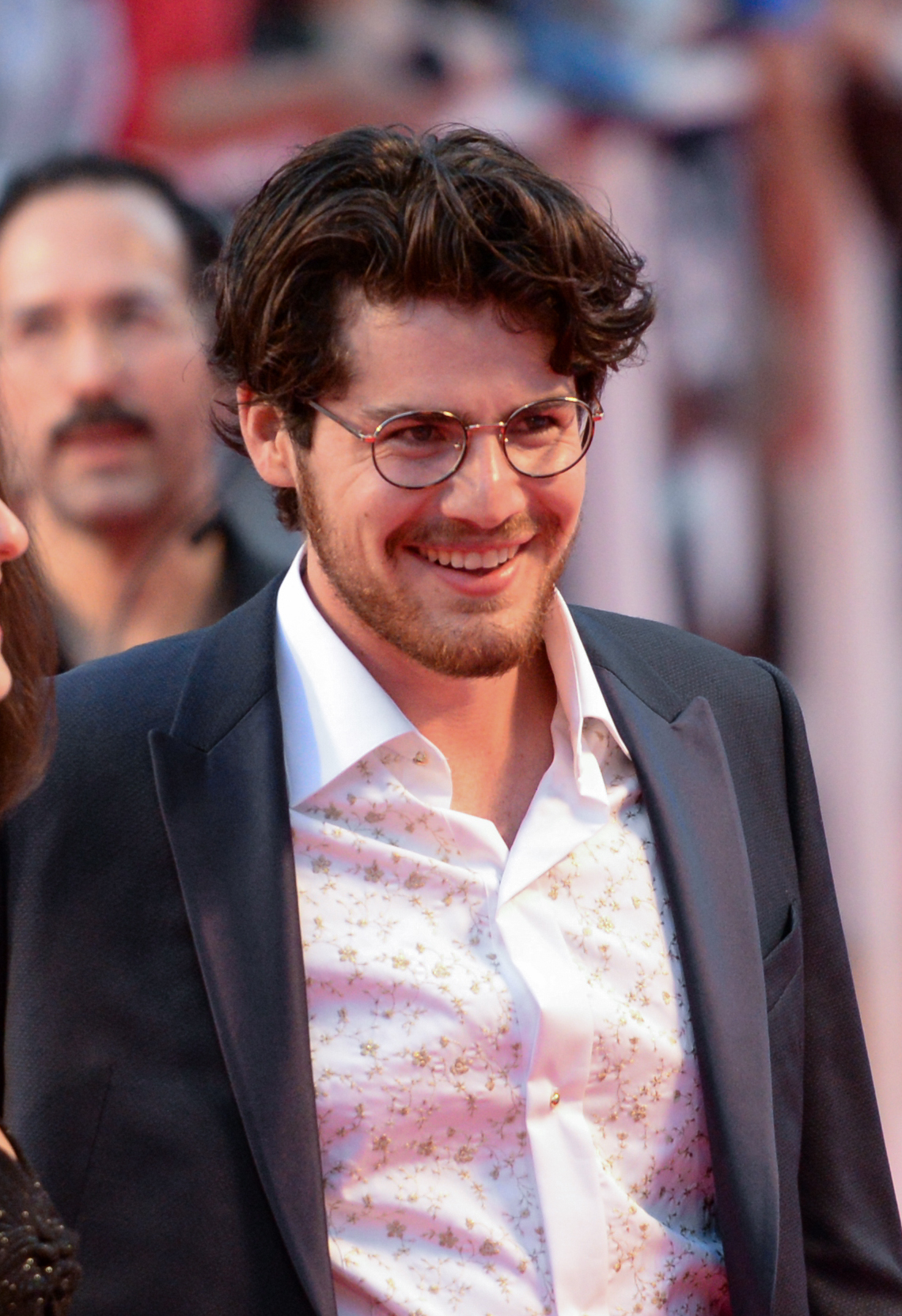
Daniel Roher, đồng chủ nhân giải Phim tài liệu hay nhất

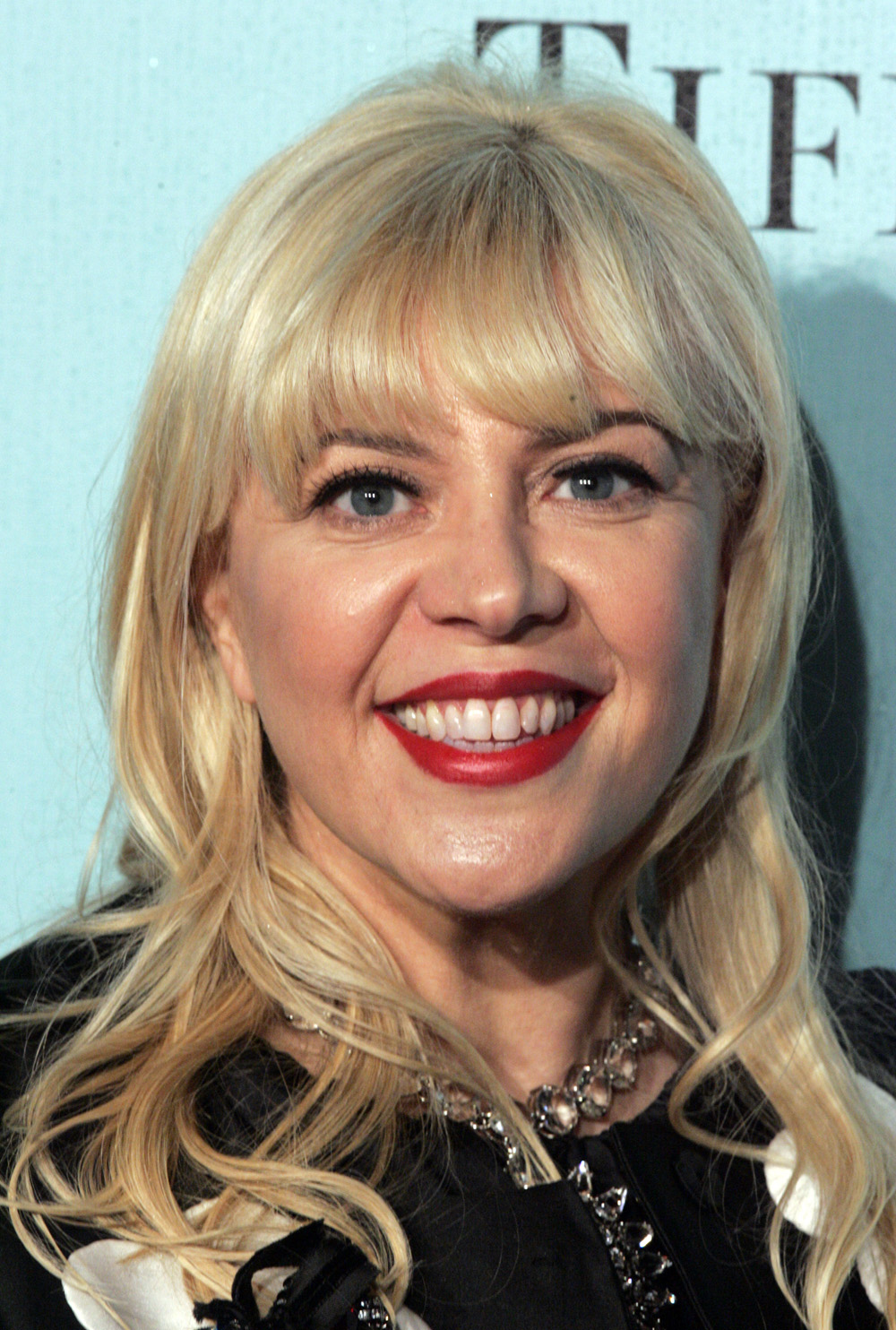
Catherine Martin, chủ nhân giải Thiết kế trang phục đẹp nhất

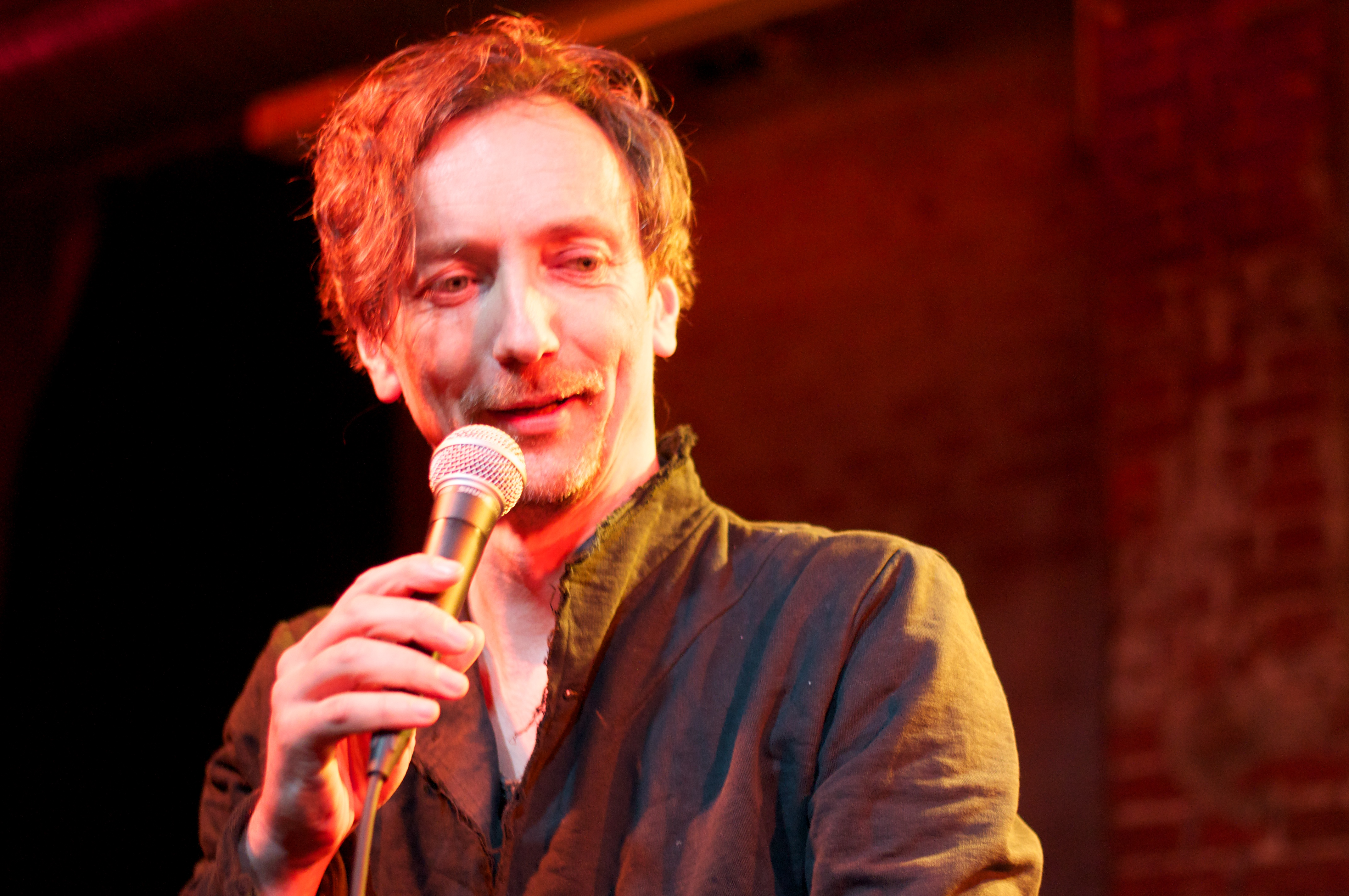
Volker Bertelmann, chủ nhân giải Nhạc phim hay nhất

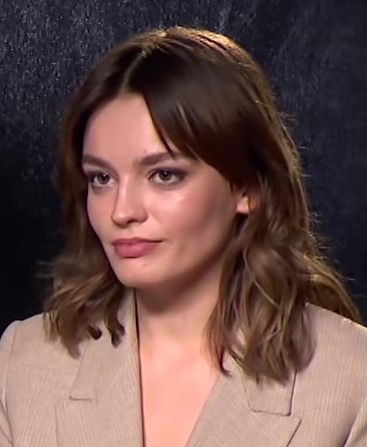
Emma Mackey, chủ nhân giải Ngôi sao triển vọng EE

Danh sách bình chọn của BAFTA đã được tiết lộ vào ngày 6 tháng 1 năm 2023, gồm từ 10 đến 16 đề cử viên ở mỗi hạng mục. Các đề cử đã được công bố vào ngày 19 tháng 1 năm 2023. Danh sách người chiến thắng được công bố vào ngày 19 tháng 2 năm 2023.

### BAFTA Fellowship
- Sandy Powell [18]

### Giải thưởng
Những tác phẩm/người chiến thắng được liệt kê đầu tiên và nổi bật bằng chữ in đậm.
| Phim hay nhất - Phía Tây không có gì lạ – Malte Grunert - The Banshees of Inisherin – Graham Broadbent, Pete Czernin và Martin McDonagh - Elvis – Gail Berman, Baz Luhrmann, Catherine Martin, Patrick McCormick và Schuyler Weiss - Cuộc chiến đa vũ trụ – Daniel Kwan, Daniel Scheinert và Jonathan Wang - Tár – Todd Field, Scott Lambert và Alexandra Milchan | Đạo diễn xuất sắc nhất - Edward Berger – Phía Tây không có gì lạ - Park Chan-wook – Quyết tâm chia tay - Todd Field – Tár - Daniel Kwan and Daniel Scheinert – Cuộc chiến đa vũ trụ - Martin McDonagh – The Banshees of Inisherin - Gina Prince-Bythewood – Nữ vương huyền thoại |
| Nam diễn viên chính xuất sắc nhất - Austin Butler – Elvis vai Elvis Presley - Colin Farrell – The Banshees of Inisherin vai Pádraic Súilleabháin - Brendan Fraser – The Whale vai Charlie - Daryl McCormack – Good Luck to You, Leo Grande vai Leo Grande / Connor - Paul Mescal – Aftersun vai Calum Paterson - Bill Nighy – Living vai Ngài Williams | Nữ diễn viên chính xuất sắc nhất - Cate Blanchett – Tár vai Lydia Tár - Viola Davis – Nữ vương huyền thoại vai Tướng Nanisca - Ana de Armas – Blonde: Câu chuyện khác về Marilyn vai Norma Jeane Mortensen / Marilyn Monroe - Danielle Deadwyler – Till vai Mamie Till-Mobley - Emma Thompson – Good Luck to You, Leo Grande vai Nancy Stokes / Susan Robinson - Dương Tử Quỳnh – Cuộc chiến đa vũ trụ vai Evelyn Quan Wang                                                                                 |
| Nam diễn viên phụ xuất sắc nhất - Barry Keoghan – The Banshees of Inisherin vai Dominic Kearney - Brendan Gleeson – The Banshees of Inisherin vai Colm Doherty - Quan Kế Huy – Cuộc chiến đa vũ trụ vai Waymond Wang - Eddie Redmayne – The Good Nurse vai Charlie Cullen - Albrecht Schuch – Phía Tây không có gì lạ vai Stanislaus "Kat" Katczinsky - Micheal Ward – Empire of Light vai Stephen | Nữ diễn viên phụ xuất sắc nhất - Kerry Condon – The Banshees of Inisherin vai Siobhán Súilleabháin - Angela Bassett – Chiến binh Báo Đen: Wakanda bất diệt vai Queen Ramonda - Hồng Châu – The Whale vai Liz - Jamie Lee Curtis – Cuộc chiến đa vũ trụ vai Deirdre Beaubeirdre - Dolly de Leon – Đáy thượng lưu vai Abigail - Carey Mulligan – She Said vai Megan Twohey |
| Kịch bản gốc xuất sắc nhất - The Banshees of Inisherin – Martin McDonagh - Cuộc chiến đa vũ trụ – Daniel Kwan và Daniel Scheinert - The Fabelmans: Tuổi trẻ huy hoàng – Tony Kushner và Steven Spielberg - Tár – Todd Field - Đáy thượng lưu – Ruben Östlund | Kịch bản chuyển thể xuất sắc nhất - Phía Tây không có gì lạ – Edward Berger, Lesley Paterson và Ian Stokell - Living – Kazuo Ishiguro - The Quiet Girl – Colm Bairéad - She Said – Rebecca Lenkiewicz - The Whale – Samuel D. Hunter |
| Phim hoạt hình hay nhất - Pinocchio của Guillermo del Toro – Guillermo del Toro, Mark Gustafson, Gary Ungar và Alex Bulkley - Marcel the Shell with Shoes On – Dean Fleischer Camp, Andrew Goldman, Elisabeth Holm, Caroline Kaplan và Paul Mezey - Mèo đi hia: Điều ước cuối cùng – Joel Crawford và Mark Swift - Gấu đỏ biến hình – Domee Shi và Lindsey Collins | Phim tài liệu hay nhất - Navalny – Daniel Roher, Diane Becker, Shane Boris, Melanie Miller và Odessa Rae - All That Breathes – Shaunak Sen, Teddy Leifer và Aman Mann - All the Beauty and the Bloodshed – Laura Poitras, Howard Gertler, Nan Goldin, Yoni Golijov và John Lyons - Fire of Love – Sara Dosa, Shane Boris và Ina Fichman - Moonage Daydream – Brett Morgen |
| Phim không nói tiếng Anh hay nhất - Phía Tây không có gì lạ – Edward Berger và Malte Grunert - Argentina, 1985 – Santiago Mitre, Victoria Alonso, Agustina Llambi Campbell, Axel Kuschevatzky và Federico Posternak - Corsage – Marie Kreutzer - Quyết tâm chia tay – Park Chan-wook và Ko Dae-seok - The Quiet Girl – Colm Bairéad và Cleona Ní Chrualaoí | Tuyển vai xuất sắc nhất - Elvis – Nikki Barrett và Denise Chamian - Aftersun – Lucy Pardee - Phía Tây không có gì lạ – Simone Bär - Cuộc chiến đa vũ trụ – Sarah Halley Finn - Triangle of Sadness – Pauline Hansson |
| Quay phim xuất sắc nhất - Phía Tây không có gì lạ – James Friend - The Batman: Vạch trần sự thật – Greig Fraser - Elvis – Mandy Walker - Empire of Light – Roger Deakins - Top Gun: Maverick – Claudio Miranda | Thiết kế phục trang xuất sắc nhất - Elvis – Catherine Martin - Phía Tây không có gì lạ – Lisy Christl - Amsterdam - Vụ án mạng kỳ bí – J.R. Hawbaker và Albert Wolsky - Babylon – Mary Zophres - Mrs. Harris Goes to Paris – Jenny Beavan |
| Dựng phim xuất sắc nhất - Cuộc chiến đa vũ trụ – Paul Rogers - Phía Tây không có gì lạ – Sven Budelmann - The Banshees of Inisherin – Mikkel E. G. Nielsen - Elvis – Jonathan Redmond và Matt Villa - Phi công siêu đẳng Maverick – Eddie Hamilton | Hoá trang và làm tóc xuất sắc nhất - Elvis – Jason Baird, Mark Coulier, Louise Coulston và Shane Thomas - Phía Tây không có gì lạ – Heike Merker - The Batman: Vạch trần sự thật – Naomi Donne, Mike Marino và Zoe Tahir - Roald Dahl's Matilda the Musical – Naomi Donne, Barrie Gower và Sharon Martin - The Whale – Anne Marie Bradley, Judy Chin và Adrien Morot |
| Nhạc phim hay nhất - Phía Tây không có gì lạ – Volker Bertelmann - Babylon – Justin Hurwitz - The Banshees of Inisherin – Carter Burwell - Cuộc chiến đa vũ trụ – Son Lux - Pinocchio của Guillermo del Toro – Alexandre Desplat | Thiết kế sản xuất xuất sắc nhất - Babylon – Florencia Martin và Anthony Carlino - Phía Tây không có gì lạ – Christian M. Goldbeck và Ernestine Hipper - The Batman: Vạch trần sự thật – James Chinlund và Lee Sandales - Elvis – Catherine Martin, Karen Murphy và Bev Dunn - Pinocchio của Guillermo del Toro – Curt Enderle và Guy Davis |
| Âm thanh xuất sắc nhất - Phía Tây không có gì lạ – Lars Ginzsel, Frank Kruse, Viktor Prášil và Markus Stemler - Avatar: Dòng chảy của nước – Christopher Boyes, Michael Hedges, Julian Howarth, Gary Summers và Gwendolyn Yates Whittle - Elvis – Michael Keller, David Lee, Andy Nelson và Wayne Pashley - Tár – Deb Adair, Stephen Griffiths, Andy Shelley, Steve Single và Roland Winke - Phi công siêu đẳng Maverick – Chris Burdon, James H. Mather, Al Nelson, Mark Taylor và Mark Weingarten | Hiệu ứng hình ảnh đặc biệt xuất sắc nhất - Avatar: Dòng chảy của nước – Richard Baneham, Daniel Barrett, Joe Letteri và Eric Saindon - Phía Tây không có gì lạ – Markus Frank, Kamil Jafar, Viktor Müller và Frank Petzold - The Batman: Vạch trần sự thật – Russell Earl, Dan Lemmon, Anders Langlands và Dominic Tuohy - Cuộc chiến đa vũ trụ – Benjamin Brewer, Ethan Feldbau, Jonathan Kombrinck và Zak Stoltz - Phi công siêu đẳng Maverick – Seth Hill, Scott R. Fisher, Bryan Litson và Ryan Tudhope |
| Phim Anh xuất sắc - The Banshees of Inisherin – Martin McDonagh, Graham Broadbent và Pete Czernin - Aftersun – Charlotte Wells, Mark Ceryak, Amy Jackson, Barry Jenkins và Adele Romanski - Brian and Charles – Jim Archer, Rupert Majendie, David Earl và Chris Hayward - Empire of Light – Sam Mendes và Pippa Harris - Good Luck to You, Leo Grande – Sophie Hyde, Debbie Gray, Adrian Politowski và Katy Brand - Living – Oliver Hermanus, Elizabeth Karlsen, Stephen Woolley và Kazuo Ishiguro - Roald Dahl's Matilda the Musical – Matthew Warchus, Tim Bevan, Eric Fellner, Jon Finn, Luke Kelly và Dennis Kelly - See How They Run – Tom George, Gina Carter, Damian Jones và Mark Chappell - The Swimmers – Sally El Hosaini, Tim Bevan, Tim Cole, Eric Fellner, Ali Jaafar và Jack Thorne - The Wonder – Sebastián Lelio, Ed Guiney, Juliette Howell, Andrew Lowe, Tessa Ross, Alice Birch và Emma Donoghue | Đạo diễn, biên kịch hoặc nhà sản xuất đầu tay người Anh xuất sắc - Aftersun – Charlotte Wells (Biên kịch/đạo diễn) - Blue Jean – Georgia Oakley (Biên kịch/đạo diễn) và Hélène Sifre (Nhà sản xuất) - Electric Malady – Marie Lidén (Đạo diễn) - Good Luck to You, Leo Grande – Katy Brand (Biên kịch) - Rebellion – Elena Sánchez Bellot (Đạo diễn) và Maia Kenworthy (Đạo diễn) |
| Phim hoạt hình ngắn Anh hay nhất - The Boy, the Mole, the Fox and the Horse – Peter Baynton, Charlie Mackesy, Cara Speller và Hannah Minghella - Middle Watch – John Stevenson, Aiesha Penwarden và Giles Healy - Your Mountain Is Waiting – Hannah Jacobs, Zoe Muslim vàHarriet Gillian | Phim ngắn Anh hay nhất - An Irish Goodbye – Tom Berkeley và Ross White - The Ballad of Olive Morris – Alex Kayode-Kay - Bazigaga – Jo Ingabire Moys and Stephanie Charmail - Bus Girl – Jessica Henwick và Louise Palmkvist Hansen - A Drifting Up – Jacob Lee |
| Giải ngôi sao triển vọng EE - Emma Mackey - Naomi Ackie - Sheila Atim - Daryl McCormack - Aimee Lou Wood | |

## Thông tin buổi lễ
Thể thức của lễ trao giải năm 2023 đã được thay đổi phần nào bởi Viện Hàn lâm Nghệ thuật Điện ảnh và Truyền hình Anh Quốc, với việc phát sóng trực tiếp lễ trao giải dành cho 4 hạng mục cuối cùng, thay vì thể thức ghi hình trước mà những năm trước sử dụng. Ngoài ra còn có một phòng thu hậu trường để phỏng vấn những người chiến thắng, được đề cử và nhiều người khác, cũng như nhiều tiết mục nhạc khác nhau trong suốt buổi phát sóng. Chương trình được BritBox phát trực tiếp tại 8 quốc gia khác: Úc, Canada, Đan Mạch, Phần Lan, Na Uy, Nam Phi, Thụy Điển và Hoa Kỳ.
Ở tất cả các hạng mục, bộ phim chiến tranh Phía Tây không có gì lạ của Đức giành được nhiều đề cử nhất, với 14 hạng mục; đây không phải là bộ phim nói tiếng nước ngoài duy nhất nhận được các đề cử lớn, qua đó phản ánh thay đổi tương tự trong khâu tiêu thụ sản phẩm truyền thông ngoài tiếng Anh. Phía Tây không có gì lạ cùng với Ngọa hổ tàng long (2000) trở thành hai bộ phim không nói tiếng Anh giành nhiều đề cử nhất trong lịch sử BAFTA; cả hai bộ phim cùng với Chuộc lỗi năm 2007 là các bộ phim sở hữu nhiều đề cử thứ hai từ trước đến nay, xếp sau Gandhi năm 1982 với 16 đề cử. Ngoài ra, những phim nói nhiều thứ tiếng là The Banshees of Inisherin và Cuộc chiến đa vũ trụ giành được 10 đề cử cho mỗi phim, đạt tổng số đề cử cao thứ hai trong năm nay. Truyền thông lưu tâm rằng phần lớn các đề cử đã bỏ sót một vài bộ phim thành công tại những lễ trao giải khác, bao gồm Avatar: Dòng chảy của nước, The Fabelmans: Tuổi trẻ huy hoàng và Phi công siêu đẳng Maverick, còn các bộ phim nổi tiếng khác hoàn toàn vắng bóng.
Theo chủ ý, các bộ phim được đề cử vào năm 2023 rất đa dạng về cả quy mô và tài năng: nhiều đề cử được trao cho cả phim bom tấn Hollywood và phim độc lập trong nước, đồng thời cũng có "tới 40% đa dạng sắc tộc trong [các] đề cử." Ban tổ chức đã thực hiện 120 thay đổi đối với quy trình bầu chọn ở lễ trao giải 2023, đáng chú ý là mở rộng danh sách bình chọn và đòi hỏi ban giám khảo xem một tỷ lệ phần trăm nhất định của các bộ phim trong danh sách, cũng như chỉ định người xem ngẫu nhiên để ngăn việc lựa chọn thiên vị những người bầu chọn để xem phim, và thêm 1.000 thành viên mới của BAFTA từ tầng lớp không được đại diện. CEO của BAFTA là Jane Millichip chỉ ra rằng có thể có những thay đổi trong tương lai đối với quy trình bầu chọn, cho rằng nó sẽ được xem xét và tái đánh giá hàng năm.
Vào tuần trước khi buổi lễ diễn ra, nhà báo người Bulgaria Christo Grozev (nhân vật chính trong bộ phim tài liệu được đề cử Navalny, tác phẩm đoạt giải Phim tài liệu hay nhất) cho biết ông bị cấm tham dự do vì "rủi ro an ninh"; Thay vào đó, các nhà sản xuất của bộ phim đã tôn vinh anh ấy khi họ lên nhận giải thưởng.
Trước buổi lễ, truyền thông đưa tin rằng đây được xem là một trong những buổi lễ có nhiều khán giả nhất trong lịch sử Viện Hàn lâm. Buổi lễ được tổ chức tại Royal Festival Hall ở Trung tâm Southbank của Luân Đôn, nơi tổ chức Giải thưởng truyền hình BAFTA và Giải Trò chơi BAFTA; do thay đổi địa điểm, đây là lần đầu tiên kể từ giải BAFTA lần thứ 69 (2016), buổi lễ không được tổ chức tại Royal Albert Hall. Nam diễn viên hai quốc tịch Swazi-Anh Richard E. Grant lần đầu tiên dẫn chương trình, cùng với sự tham gia của người dẫn truyền hình Alison Hammond trong một số phân đoạn.
Sau hai năm vắng mặt vì lý do cá nhân, chủ tịch BAFTA là William, Thân vương xứ Wales và phu nhân Catherine, Vương phi xứ Wales đã tham dự buổi lễ. Sau khi Nữ hoàng băng hà, Millichip nhận được câu hỏi liệu vương thất có còn phù hợp với cơ quan trao giải hay không; bà trả lời bằng việc nhắc đến quyết định tặng tiền bản quyền từ một bộ phim tài liệu về gia đình của Elizabeth II cho tổ chức tiền thân của BAFTA là Hiệp hội Nghệ thuật Điện ảnh và Truyền hình vào đầu thập niên 1970, hỗ trợ cho tổ chức chuyển đến trụ sở hiện tại, và kết luận: "Tôi nghĩ rằng vương thất có tác động vô cùng tích cực đến BAFTA trong những năm qua và vẫn tiếp tục làm như vậy."
Có nhiều tiết mục đặc sắc trong buổi lễ trao giải. Ariana DeBose mở màn buổi lễ bằng một tiết mục âm nhạc đương đại để tôn vinh những người phụ nữ được đề cử; sau đó cô trở lại để trao giải Nam diễn viên phụ xuất sắc nhất sau khi chính cô giành chiến thắng Nữ diễn viên phụ xuất sắc nhất vào năm ngoái. Kế đến nghệ sĩ giành giải Mercury Little Simz thể hiện "Heart on Fire", một ca khúc trích từ album No Thank You của cô, cùng với Joan Armatrading. Tiết mục được người hâm mộ tán dương trên mạng xã hội. Một màn tri ân đặc biệt dành cho cố Nữ hoàng do Dame Helen Mirren chỉ đạo; bằng địa vị của mình, Nữ hoàng có mối liên hệ mật thiết với BAFTA, trong khi Mirren giành được giải Oscar và BAFTA cho vai diễn Nữ hoàng trong bộ phim tiểu sử năm 2006 The Queen.
Trong màn trao giải Nữ diễn viên phụ xuất sắc nhất, lúc đầu Carey Mulligan bị công bố nhầm là người chiến thắng thay vì người chiến thắng thực sự là Kerry Condon, sau khi ngôn ngữ ký hiệu của người trao giải là Troy Kotsur bị giải thích sai sót; vụ việc đã bị chỉnh sửa nhiều khỏi bản phát sóng trên truyền hình.
Buổi phát sóng kết thúc với việc tường thuật trực tiếp bốn hạng mục (theo thứ tự sau): Giải Ngôi sao triển vọng EE, Nam diễn viên chính xuất sắc nhất, Nữ diễn viên chính xuất sắc nhất và Phim hay nhất . Buổi lễ diễn ra từ 7:00 tối đến 9:00 tối, chuyển từ ghi hình trước sang phát sóng trực tiếp vào khoảng 8:30 tối. Phía Tây không có gì lạ đoạt giải Phim hay nhất, cũng như giành được nhiều giải nhất với 7 cúp; Nhà sản xuất Malte Grunert phát biểu khi lên sân khấu nhận giải: “Chúng tôi may mắn nhận được rất nhiều đề cử và chiến thắng, điều này thật khó tin." The Banshees of Inisherin và Elvis xếp sau với bốn giải thưởng cho mỗi phim. Tuy nhiên, Cuộc chiến đa vũ trụ (một ứng viên nặng ký yêu thích trong lễ trao giải Oscar lần thứ 95) lại đa phần bị ngó lơ khi chỉ thắng một giải Dựng phim xuất sắc nhất. Với 7 chiến thắng, Phía Tây không có gì lạ đã lập kỷ lục mới về nhiều giải BAFTA nhất dành cho một bộ phim không nói tiếng Anh; kỷ lục cũ do Cinema Paradiso nắm giữ với chiến thắng 5 giải BAFTA vào năm 1991.
Bất chấp tính đa dạng trong các đề cử, những người chiến thắng đều là người da trắng, làm cho buổi lễ bị phê phán trên mạng xã hội và lên án của các nhà báo hoạt động xã hội, với sự bất bình đặc biệt nhắm vào bức hình chụp tất cả những người chiến thắng cùng đứng trên sân khấu, khi người đồng dẫn chương trình da đen Alison Hammond là người duy nhất không phải da trắng trong đó. Một số người dùng Twitter đã bắt đầu sử dụng hastag "BaftasSoWhite", tương tự như hastag "OscarsSoWhite", xu hướng diễn ra khi không có nghệ sĩ biểu diễn nào ngoài da trắng được đề cử lần lượt tại giải Oscar lần thứ 87 và 88 vào các năm 2015 và 2016.

## Thống kê
| Số đề cử | Tựa phim                         |
| -------- | -------------------------------- |
| 14       | Phía Tây không có gì lạ          |
| 10       | The Banshees of Inisherin        |
| 10       | Cuộc chiến đa vũ trụ             |
| 9        | Elvis                            |
| 5        | Tár                              |
| 4        | Aftersun                         |
| 4        | The Batman: Vạch trần sự thật    |
| 4        | Good Luck to You, Leo Grande     |
| 4        | Phi công siêu đẳng Maverick      |
| 4        | The Whale                        |
| 3        | Babylon                          |
| 3        | Empire of Light                  |
| 3        | Pinocchio của Guillermo del Toro |
| 3        | Living                           |
| 3        | Triangle of Sadness              |
| 2        | Avatar: Dòng chảy của nước       |
| 2        | Quyết tâm chia tay               |
| 2        | The Quiet Girl                   |
| 2        | Roald Dahl's Matilda the Musical |
| 2        | She Said                         |
| 2        | Nữ vương huyền thoại             |

| Số giải | Tựa phim                  |
| ------- | ------------------------- |
| 7       | Phía Tây không có gì lạ   |
| 4       | The Banshees of Inisherin |
| 4       | Elvis                     |

1. ↑  Nếu tính đề cử giải ngôi sao triển vọng EE của Daryl McCormack, Good Luck to You, Leo Grande sẽ có 5 đề cử.
2. ↑  Nếu tính đề cử giải ngôi sao triển vọng EE của Aimee Lou Wood, Living sẽ có 4 đề cử.
3. ↑  Nếu tính đề cử giải ngôi sao triển vọng EE của Sheila Atim, Nữ vương huyền thoại sẽ có 3 đề cử.

## In Memoriam
Chuyên mục In Memoriam năm nay được phát trên nề nhạc cover acoustic của bài hát "Remember", do Becky Hill và David Guetta thể hiện.
- Vangelis Papathanassiou
- Hugh Hudson
- Angela Lansbury
- Biyi Bandele
- Raquel Welch
- Irene Cara
- James Caan
- Louise Fletcher
- Jean-Luc Godard
- Burt Bacharach
- Monty Norman
- David Warner
- Leslie Phillips
- Gina Lollobrigida
- Paul Sorvino
- Ray Liotta
- Mike Hodges
- Jimmy Flynn
- Irene Papas
- Mylène Demongeot
- Charlbi Dean
- Anne Heche
- William Hurt
- Sylvia Syms
- Mamoun Hassan
- Simone Bär
- Deborah Saban
- Jaspreet Bal Squires
- Christopher Tucker
- Tim Devine
- Sydney Samuelson
- Olivia Newton-John
- Robbie Coltrane